# Yle Fem
YLE Fem (česky YLE pět) je finsko-švédský veřejnoprávní televizní kanál, který vlastní a obsluhuje společnost Yleisradio, poskytující televizní pořady ve švédském jazyce. Jedná se o kanál určený především pro finské, švédsky mluvící, menšiny. Jedním z cílů kanálu je vytváření povědomí o jazykových hranicích a boření hranic kulturních. YLE Fem byl dříve znám jako YLE FST5, ale jméno bylo později změněno na YLE Fem.

## Vysílané pořady
- 360 grader
- Bettina S.
- Unna Junná
- Buu-klubben
- D-Dax
- Enigma
- Falkenswärds möbler
- Fribby
- Idrottsbiten
- JOX
- Kortnytt
- I Mumindalen (Moomin (1990 TV series))
- Melodifestivalen
- Neon
- Nordiska videolistan
- Närbild Svenskfinland
- OBS
- Oppåner å hitådit
- Pussel
- Ratatosk
- Scen
- Schlager på lager
- Sicsac
- Solarplexus
- Solo
- Sportnytt
- Spotlight
- Strömsö
- TV-Nytt
- Tärningen
- Vad gör Petra?
- X-tra